# Miclăușeni, Iași
Miclăușeni (în maghiară Miklósfalva) este un sat în comuna Butea din județul Iași, Moldova, România.

## Așezare
Satul este situat pe terasele și în lunca Siretului. La 1 iulie 1995, populația comunei Butea era de 4.001 locuitori. 

## Istorie
Satul Miclăușeni a fost menționat documentar pentru prima dată în anul 1472. 

## Clădiri și monumente istorice

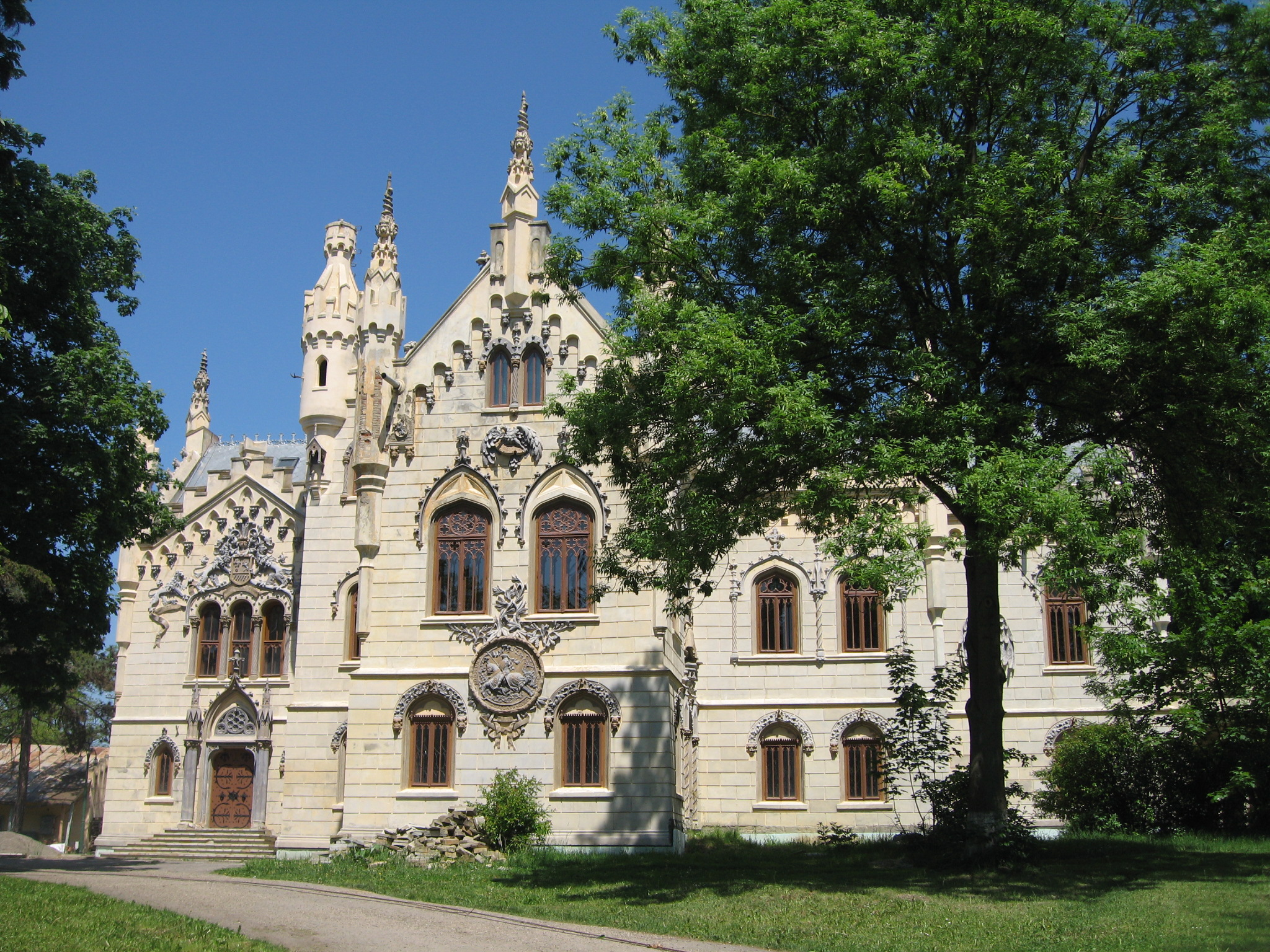
Castelul Sturdza (1880-1904)

- Biserica "Sf.Voievozi și Buna Vestire" (ctitorie din anul 1787)
- Castelul Sturdza
- Mănăstirea de maici
- Monumentul domnitorului Ioniță Sandu Sturdza, realizat în anul 1875 de sculptorul D. Metzger

## Personalități marcante
- Dimitrie A. Sturdza (1833-1914), academician, om politic român și de 4 ori prim-ministru al României.

## Legături externe
Materiale media legate de Miclăușeni la Wikimedia Commons